# Хальм, Гунтер
Гунтер Хальм (нем. Gunter Halm; род. 23 июля 1940, Нюрнберг) — немецкий политик, член НДПГ. В 1989—1990 годах занимал должность министра лёгкой промышленности ГДР. В 1990 году был исполняющий обязанности министра экономики ГДР.

## Биография
Гунтер Хальм родился в семье служащих, в 1954—1957 годах выучился на лаборанта в химической промышленности. Окончив рабочий факультет в 1960 году, получил аттестат зрелости и в 1960—1965 годах обучался на физическом факультете Дрезденского технического университета и получил диплом физика. В 1971 году защитил докторскую диссертацию.
В 1965—1970 годах работал научным сотрудником и руководителем отдела методических исследований в Институте подшипников в Лейпциге. В 1970—1972 годах руководил направлением и являлся заместителем директора по науке и технике в объединении народных предприятий по производству подшипников в Лейпциге, затем в 1972—1978 годах возглавлял главный отдел и являлся директором по исследованиям и развитию на подшипниковом комбинате в Лейпциге. В 1978—1984 годах Хальм занимал должность директора по исследованиям и развитию на народном предприятии по производству подшипников в Хемнице.
В 1984—1989 годах Гунтер Хальм занимал должность заместителя министра стекольной и керамической промышленности. С ноября 1989 по март 1990 года работал на должности министра лёгкой промышленности ГДР, затем с апреля по октябрь 1990 года — статс-секретарём в министерстве экономики ГДР, с конца 1990 по 1991 год входил в состав правления Попечительского приватизационного совета.
В 1954—1965 годах Гунтер Хальм состоял в ССНМ. В 1965 году вступил в НДПГ. С 1982 года входил в состав Главного комитета, с 1985 года — в состав президиума Главного комитета и Правления НДПГ. В 1989 году был назначен секретарём Главного комитета и после вступления НДПГ в Союз свободных демократов 28 марта 1990 года являлся также членом его президиума.